# 太原理工大学校友列表
本列表收录在太原理工大学学习过的知名人物。列表将人物粗分为数大类，并遵循各类人物不重叠的原则进行编辑。

## 政界
- 云布龙：原中共中央委员、内蒙古自治区党委副书记、自治区主席
- 蔡世彦：原全国台联副会长，天津市政协副主席
- 曹中厚：原太原市委副书记、市长
- 阎爱英：原山西省政协副主席
- 李荣怀：原山西省化学工业厅厅长，太原市市长
- 王君：原内蒙古自治区党委书记
- 胡苏平：原山西省委常委、宣传部部长，山西省人大常委会党组副书记、副主任
- 潘军峰：原山西省水利厅党组书记、厅长
- 朱先奇：原山西省政协党组副书记、副主席
- 阴和俊：中华人民共和国科学技术部部长。原中共北京市委常委、副市长、中共天津市委副书记，中国科学院副院长（正部长级）
- 朱明：山西省高级人民法院副院长
- 刘新乐：原内蒙古自治区政协副主席
- 张建民：工业和信息化部党组成员，国家烟草专卖局局长
- 霍红义：山西省安监局党组书记、局长
- 贺天才：山西省人大常委会副主任，山西省政府原副省长，党组成员
- 罗清宇：山西省人大常委会副主任，原山西省委常委、秘书长、太原市委书记
- 杨勤荣：山西省政府副省长，原中共长治市委书记

## 自然科学与工程技术界
- 王梦龄：山西近代工业的主要奠基人
- 王录勋：水利学家
- 孙健初：地质学家、石油地质学家，建成中国第一个石油工业基地，是中国石油地质的奠基人
- 王曰伦：中国地质学家，区域地质学家、地层学家，中国科学院院士（学部委员）
- 杨桂通：力学家，塑性动力学专家
- 李洪钟：化学工程学家、中国科学院院士
- 段炼：美国加利福尼亚州交通厅钢结构委员会主席
- 赵沁平：中国工程院院士，中国科协副主席、原教育部副部长、国家语言文字工作委员会主任
- 谢克昌：煤化学工程学家，中国工程院院士，全国人大常委、中国科协副主席，美国国家工程院外籍院士
- 王安：中国工程院院士，中国中煤能源集团有限公司总经理
- 康红普：中国工程院院士，中国煤炭科工集团首席科学家
- 窦银科：山西极地科考第一人
- 林建国：英国皇家工程院院士、帝国理工大学材料力学部主任、“千人计划”入选者
- 杨广文：杨广文及其团队研发的“神威·太湖之光”超级计算机入选“2016中国科学十大新闻人物”。
- 吴锋：北京理工大学教授，中国工程院院士，国际欧亚科学院院士，亚太材料科学院院士
- 潘永信：中国科学院地质与地球物理研究所研究员，中国科学院院士
- 黄庆学：机械工程和冶金工程学家，中国工程院院士，太原理工大学原校长
- 王任达：毕业于太原理工大学软件学院，原联想精英会成员

## 人文科学界
- 赵弘：北京社会科学院副院长，中国总部经济研究中心主任、中关村创新发展研究院院长
- 柳河东：中华儒学会执行会长，（香港）中国儒商研究院院长，世界儒释道联谊会秘书长

## 工商界
- 秦晓：历任中国国际信托投资公司总经理、中信实业银行董事长、亚洲卫星公司董事长、招商局集团董事长、招商银行董事长
- 陈进强：香港恒发世纪控股有限公司董事长
- 张根虎：原山西煤炭运销集团有限公司董事长、总经理
- 赵华山：山西华宇集团有限公司党委书记、董事长兼总裁
- 刘锦：内蒙古电力（集团）有限责任公司党委书记、总经理
- 王金华：中国煤炭科工集团有限公司董事长
- 王光彪：潞安集团副董事长
- 寇日明：中国再保险（集团）股份有限公司党委委员、副总裁
- 薛占儒：西山煤电集团副经理、西山建筑集团董事长
- 程贵堂：中国建筑第二工程局有限公司总经理
- 路斗恒：山西凯嘉能源集团有限公司董事长
- 王绍进：山西焦煤集团公司副总经理
- 蒋煜：同煤集团副总经理
- 杨清民：山西焦煤集团公司副总经理
- 孙先红：蒙牛乳业创始人之一、蒙牛集团副总裁
- 侯水云：山西焦煤集团公司总工程师
- 李国彪：晋能集团副董事长、总经理
- 李宏远：国电科技环保集团股份有限公司总经理
- 郝玉柱：山西建筑公司（集团）总公司总工程师
- 张勇：山西煤炭运销集团副总经理
- 郭文仓：山西焦化集团公司党委书记、董事长
- 曲剑午：中国（太原）煤炭交易中心主任、党组书记
- 孙国富：方正科技集团股份有限公司副总裁
- 侯兴国：美国康明斯公司清洁电力东亚区总经理
- 揣骥东：中国移动通信集团山西有限公司互联网中心总经理
- 肖永红：数据堂（北京）科技股份有限公司联合创始人、副总裁
- 孙波：山西建工（集团）总公司总经理
- 张思远：浙江乐清人，国网浙江乐清市供电公司员工，2017年8月9日因公殉职，年仅25岁

## 高教界
- 胡小唐：天津大学副校长
- 关昌峰：北京化工大学党委副书记兼纪委书记
- 郭勇义：原太原科技大学校长
- 王茂：原山西财经大学党委书记、山西医科大学党委书记
- 吕明：原太原理工大学校长
- 张惠元：太原师范学院党委书记

## 体育界
- 魏明亮：CUBA三分王，得分王，CBA08-09赛季最佳新秀
- 袁晓超：武术运动员，演员，2008年北京奥运会男子长拳金牌得主